# アドトランツC-100

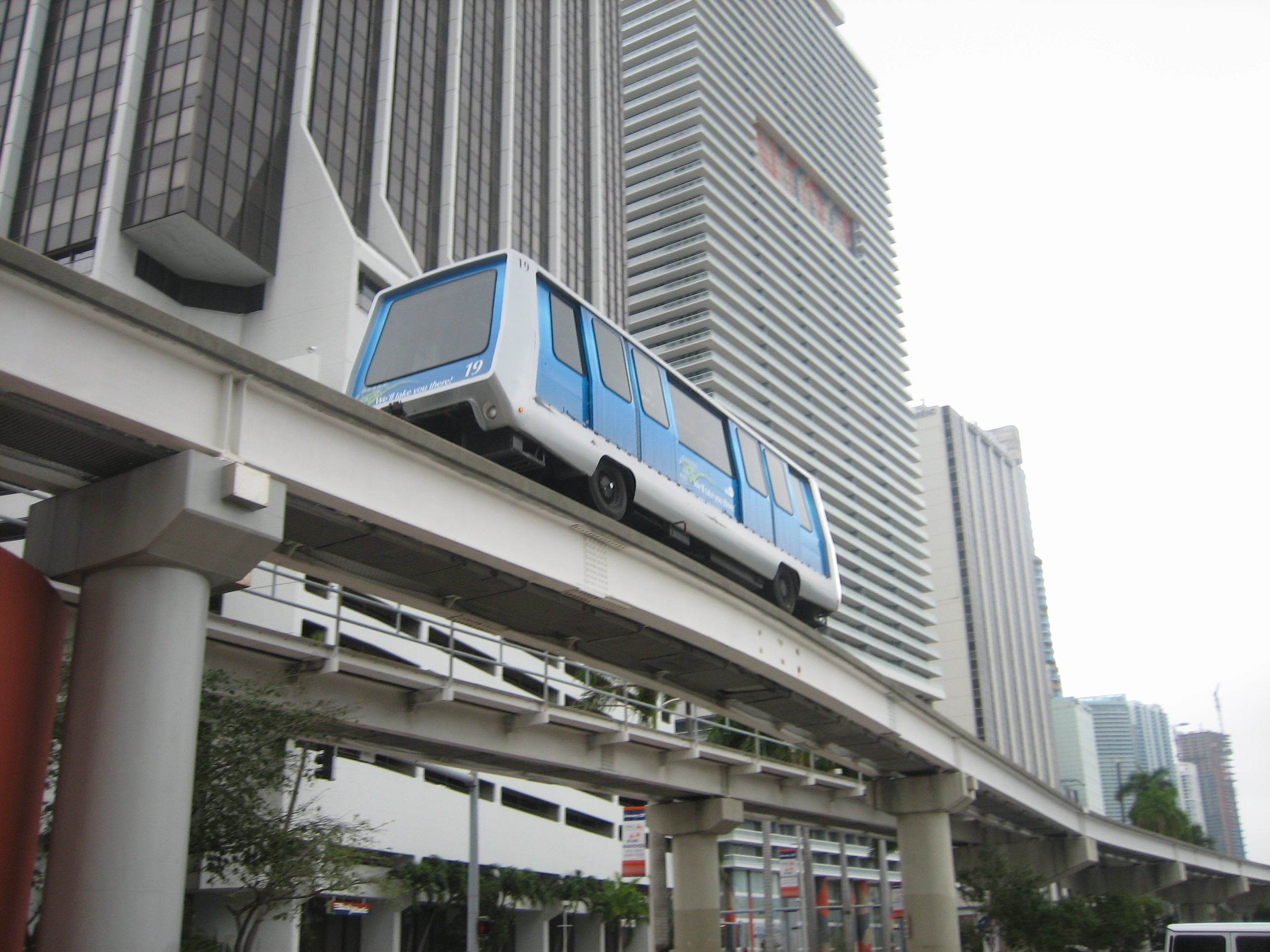
マイアミ・デイド メトロムーバー向けC-100 (2008)

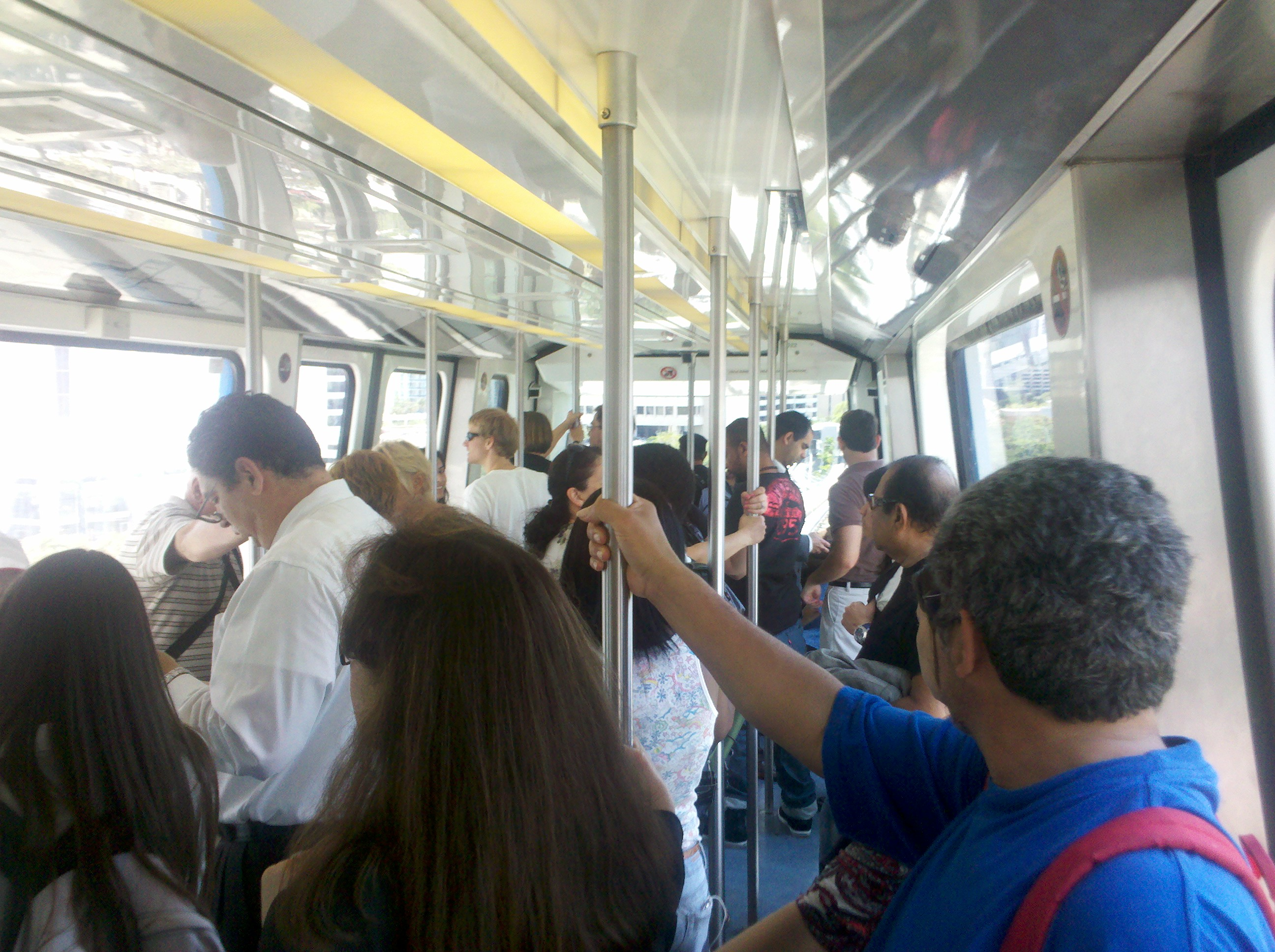
車内の様子 (2011)

C-100は、ウェスティングハウス・トランスポーテーション・システム（後のAEG-ウェスティングハウス、AEG・トランスポーテーション、アドトランツ、そして現在のボンバルディア・トランスポーテーション）によって最初に開発されたAutomated People Mover (APM) 車両である。

## 概要
C-100はボンバルディアCX-100の前身であり、今日の多くの空港で見かけることができる。
新しいCX-100では、既存のC-100の基幹施設の大部分を使用しており、簡単なアップグレードで製造することができる。
よって、C-100はボンバルディア・トランスポーテーションでは長らく製造されていない。
タンパ国際空港が最初に開港したとき、C-100は1971年（昭和46年）に初デビューとなった。
当初の保有車両は8両であったが、空港が拡大したため、規模に合わせて保有車両が後に増備されている。
C-100が使用された大部分の空港で、CX-100と置き換えによりC-100が引退する間、オーランド国際空港では多くのC-100車両が運行中のままで残っていた。
マイアミ・デイド・メトロムーバーでは、マイアミ（フロリダ）の都市の商業地区の人員輸送機関として、まだC-100を29両保有し使用している。
ハーツフィールド・ジャクソン・アトランタ国際空港 Automated People Moverでは、以前は大量のC-100車両を保有し使用していたが、C-100が2002年（平成14年）に引退し、かつ真新しいCX-100車両へと置き換えられた。

## 使用例
アドトランツC-100は、以下の輸送システム上で使われている。

### 現行
- ロンドン・スタンステッド空港 トラック・トランジット・システム - ロンドン（イギリス）
- マイアミ・デイド メトロムーバー（英語版） - マイアミ（フロリダ）
- マイアミ国際空港コンコース E Automated People Mover - マイアミ（フロリダ）
- オーランド国際空港 Automated People Mover - オーランド（フロリダ）

### 以前
- ロンドン・ガトウィック空港 トラックド・シャトル・システム - 1983-2009年、ロンドン（イギリス）
- ハーツフィールド・ジャクソン・アトランタ国際空港 Automated People Mover（英語版） - 1980-2002年、アトランタ（ジョージア）
- マッカラン国際空港 全自動ピープル・ムーバー - 1985-2009年、ラスベガス（ネバダ）
- シアトル・タコマ国際空港 サテライト・トランジット・システム - 1969-2003年、シアトル（ワシントン）
- タンパ国際空港 Automated People Mover - 1971-2009年、タンパ（フロリダ）
- シンガポール・チャンギ国際空港 スカイトレイン - シンガポール